# Hateform
Hateform ist eine finnische Death- und Thrash-Metal-Band aus Turku, die im Jahr 2004 gegründet wurde.

## Geschichte
Die Band wurde im April 2004 von Gitarrist Tomy Laisto, Bassist Joni Suodenjärvi und Schlagzeuger Tuomas Vähämaa gegründet. Kurze Zeit später kam Sänger Petri Nyström zur Besetzung. Zusammen entwickelten sie die ersten Lieder und spielten ihren ersten Auftritt im Juni desselben Jahres. Im September kam Ville Vänni als zweiter Gitarrist hinzu. Danach folgte die erste kleine Tour mit Insision, Godhate und Death du Jour im Oktober 2004. Gegen Ende Februar 2005 begab sich die Band in das Fantom Studio, um ihr erstes, selbstbetiteltes Demo aufzunehmen, wodurch die Band verstärkt Aufmerksamkeit von einigen kleineren Labels erregte. Anfang 2006 verließ Gitarrist Vänni die Band wieder und wurde im Februar 2006 durch Tom Gardiner (Solution .45) ersetzt. Im September wurde das zweite Demo Retaliate im Fantom Studio aufgenommen und vom Soundi- und Inferno-Magazin zum Demo des Monats gewählt. Gegen Ende des Sommers 2007 unterschrieb die Band einen Vertrag bei 7:45 Records.
An den Wochenenden der Monate Oktober und November 2007 nahm die Band ihr Debütalbum auf, das Ende Januar 2008 veröffentlicht wurde. Im Februar folgte eine kleine Tour durch Finnland mit Legion of the Damned, The Scourger und Axegressor. Im April 2009 folgten die ersten ausländischen Auftritte in Schweden mit Nattas. Im August trennte sich die Band von Schlagzeuger Tuomas Vähämaa, welcher durch Tuomo Latvala (Torture Killer, Demigod) ersetzt wurde. Anfang Januar 2010 folgten die Aufnahmen zum zweiten Album Origins of Plague, das am 6. Oktober veröffentlicht wurde. Zu Veröffentlichung hielt die Gruppe eine Tour durch Finnland mit Dead Shape Figure und Full Scale Conflict. Im August 2011 unterschrieb die Band einen Vertrag bei Spinefarm Records.

## Stil
Die Band spielt eine aggressive Mischung aus Thrash- und Death-Metal, wobei die Musik teilweise mit den frühen Werken von Arch Enemy verglichen werden kann.

## Diskografie
- Hateform (Demo, 2005, Eigenveröffentlichung)
- Retaliate (Demo, 2006, Eigenveröffentlichung)
- Dominance (Album, 2008, 7:45 Records)
- Teuvo (Maanteiden Kuningas) (Single, 2008, 7:45 Records)
- Origins of Plague (Album, 2010, 7:45 Records)
- Sanctuary in Abyss (Album, 2013)